# Cerithiopsis sigsbeana
Cerithiopsis sigsbeana là một loài ốc biển, động vật chân bụng trong họ Cerithiopsidae, được tìm thấy ở Vịnh Mexico. Nó được Dall mô tả năm 1881.

## mô tả
Chiều dài tối đa của vỏ ốc được ghi nhận là 13,3 mm.

## Môi trường sống
Độ sâu tối thiểu được ghi nhận là 53 m. Độ sâu tối đa được ghi nhận là 419 m.